# 9291 Alanburdick
9291 Alanburdick eller 1982 QO är en asteroid i huvudbältet som upptäcktes den 17 augusti 1982 av Oak Ridge-observatoriet. Den är uppkallad efter Alan Burdick.
Den tillhör asteroidgruppen Eos.